# Мейтланд, Томас (офицер британской армии)
Сэр Томас Мейтланд (англ. Sir Thomas Maitland; 1759 — 17 января 1824) — генерал-лейтенант, кавалер Ордена Бани, кавалер Королевского Гвельфского ордена, британский офицер и колониальный губернатор. Член парламента от Хаддингтона в 1790—1796, 1802—1806 и 1812—1813 годах. Член Тайного совета Великобритании с 23 ноября 1803 года. Третий сын Джеймса Мейтленда, 7-го графа Лодердейла, и младший брат Джеймса Мейтленда, 8-го графа Лодердейла. Сам Томас Мейтленд никогда не был женат.

## Военная служба
Томас Мейтленд был зачислен на военную службу в Эдинбургский полк легкой кавалерии вскоре после своего рождения, однако достигнут совершеннолетия, вступил в 78-й шотландский пехотный полк в чине капитана (1778). В 1790 году он был переведен в 72-й пехотный полк, а затем в 62-й пехотный полк в чине майора. Наконец, в 1794 году он получил звание подполковника, а в 1798 году — полковника, а затем бригадного генерала.

## Губернатор Цейлона
Мейтленд служил губернатором Цейлона (Шри-Ланка) в 1805—1811 годах.
В начале 1812 года Артур Уэлсли, граф Веллингтон, начал кампанию, которая ознаменовалась его победой в битве при Саламанке 22 июля. Для предотвращения отправки маршалом Луи Габриэлем Сюше французских подкреплений от восточного побережья Испании Веллингтон просил Лорда Уильяма Бентинка начать диверсионную операцию, используя британский гарнизон Сицилии. Сначала Бентинк согласился послать 10 000 своих солдат, но в марте отказался от своего решения. После долгих уговоров Бентинк 7 июня согласился погрузить на морские транспорты 8 000 человек под командованием Мейтленда. Непостоянный Бентинк снова передумал 9 июня и остановил экспедицию. Наконец, 28 июня Мейтленд отплыл на Менорку. Флот высадился 31 июля в Паламосе, к 65 милям (105 км) к северо-востоку от Барселоны. Он мудро решили, что Барселона слишком сильно укреплена, чтобы её атаковать, и попытался захватить Таррагону. Мейтленд вскоре получил известие, что испанская армия Джозефа О’Доннелла была разгромлена в битве при Касталье 21 июля. Без поддержки О’Доннелла Мейтленд решил, что не сможет выполнить боевые задачи. Он погрузил свои войска на транспорты и отплыл в Аликанте, где усилил свои силы добровольцами. Из-за катастрофы в Саламанке французы были вынуждены эвакуировать свои войска из Мадрида, всей центральной Испании и Андалусии. Их объединенные силы присоединились к Сюше в провинции Валенсия. Имея поблизости 80 000 французских солдат, Мейтленд отказался выступить из Аликанте. Мейтленд попросил освободить его от должности в сентябре 1812 из-за болезни.

### История любви на Цейлоне
Мейтленд решил построить себе новый дворец на Цейлоне. В течение этого времени он имел любовную связь с танцовщицей по имени Лавиния. Во время строительства дворца Мейтленд дал указание построить секретный туннель к дому Лавинии, который был расположен недалеко от дворца губернатора. Один конец туннеля выходил в колодец дома Лавинии, а другой — в винный погреб внутри дворца губернатора.
Сингальская деревня вокруг особняка губернатора превратилась в город Галкисса. Позже город был переименован в Дехивала-Маунт-Лавиния в честь Лавинии. В 1920 году туннель был опечатан.

## Губернатор Мальты
Томас Мейтленд был назначен губернатором Мальты 23 июля 1813 года, когда остров стал британской колонией, а не протекторатом. Чума вспыхнула в Мальте в марте 1813 года, болезнь начала распространяться, особенно в Валлетте и области Гранд-Харбор. Когда Мейтленд приехал, он ввел в действие строгие карантинные меры. Чума распространилась на Гозо в январе следующего года, но к марту 1814 года эпидемия пошла на убыль. В целом чума унесла жизни 4486 человек — примерно 4 % от общей численности населения.
После ликвидации эпидемии Мейтленд провел ряд реформ, направленных на усиление колониального контроля. Он сформировал консультативный совет из мальтийцев, которые неофициально его именовали «Король Том». Мейтланд также сформировал мальтийскую полицию в 1814 году и оставался губернатором до своей смерти 17 января 1824 года.
В то время, как он был губернатором Мальты, Мейтленд также служил в качестве Лорда-командующего войсками на Ионических островах, ставших британским протекторатом. Его резиденция находилась на острове Корфу.